# Fachtna di Ross
Fachtna o Fachanan (Tulachteann, VI secolo – 600 circa) è stato un vescovo irlandese, fondatore della diocesi di Ross; è tra i santi commemorati il 14 agosto.

## Biografia
Nato verso la metà del VI secolo a Tulachteann, apparteneva alla stirpe principesca dei Corca Laighde. Ricevette la prima formazione da santa Ita e proseguì gli studi sotto la guida di san Finnbar alla scuola monastica di Lough Eirce.
Fondò l'abbazia di Molana sull'isola di Dairinis, nei pressi di Youghal, poi la scuola monastica di Ross, detta Ross Ailithir, che divenne presto celebre in tutta Europa: la scuola durò fino alla seconda metà del X secolo, quando fu distrutta dai danesi.
Eletto vescovo, fondò la diocesi di Ross.

## Culto
Il suo elogio si legge nel Martirologio romano al 14 agosto.